# Institut de psychologie de Szeged
L'Institut de psychologie de Szeged (en hongrois : Szegedi Pszichológiai Intézet) fait partie de la Faculté des Lettres de l’université de Szeged (adresse de son siège : 6722 Szeged, Egyetem u.2).
L’Institut de psychologie de Szeged Hongrie est le plus ancien de Hongrie, il a été fondé le 18 décembre 1929.
L’Institut de psychologie de Szeged organise aujourd’hui l’une des formations psychologiques les plus dynamiques du pays. Après les trois années formation de psychologue BA il assure la spécialisation MA (maîtrise) dans deux directions.
|                 | Psychologie MA                            |                                                 |
| --------------- | ----------------------------------------- | ----------------------------------------------- |
| Spécialisations | Psychologie cognitive et neuropsychologie | Psychologie scolaire et psychologie de la santé |

## Les débuts (1872-1919)
Université de Kolozsvár (Cluj) fondée par François-Joseph en 1872. est le prédécesseur en droit de l’université de Szeged, et ainsi elle est la deuxième université d’État de Hongrie du point de vue de sa fondation.
À cause des vicissitudes de l’histoire 1919 l’université de Koloozsvár (Cluj) a dû déménager. L’Assemblée nationale a décidé, en 1921 (article XXV de 1921), d’installer cette université à Szeged.  Au début, elle a fonctionné dans le bâtiment  néorenaissance d’une école supérieure d’enseignement moderne construite en 1873 puis, en 1925 la faculté des lettres et une partie de la faculté des sciences ont déménagé et se sont installées dans le bâtiment néoroman construit, à l’origine, pour être le siège régional des chemins de fer hongrois, 2 rue de l’Université aujourd’hui. Ce bâtiment imposant a été construit en 1912 par les architectes István Ottovay et Imre Winkler.

## Les débuts des études psychologiques à Szeged (1921-1929)

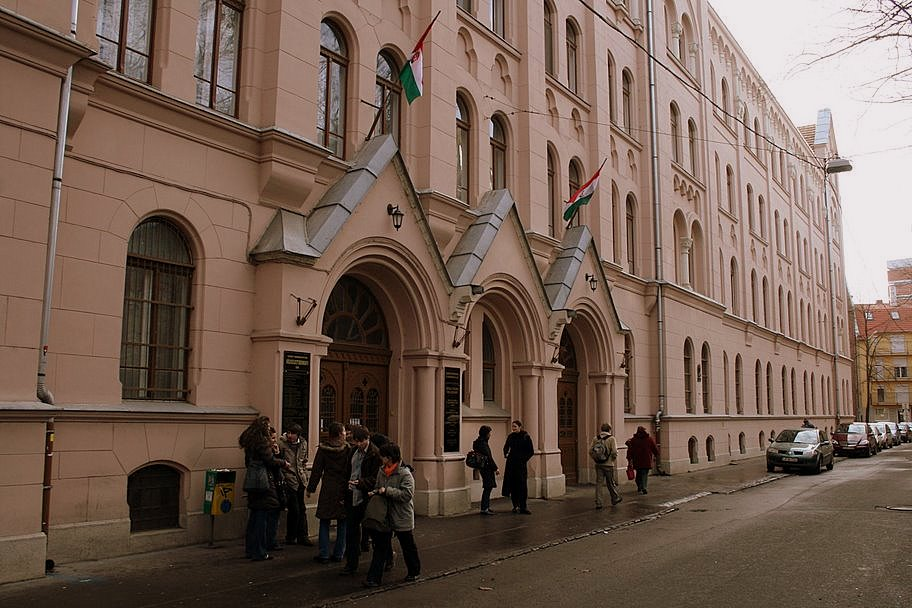
La Facultés des Lettres de l'université de Szeged

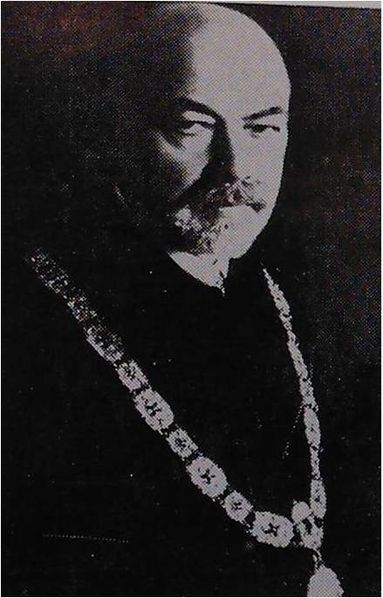
Sándor Imre (1877-1945)
pédagogue

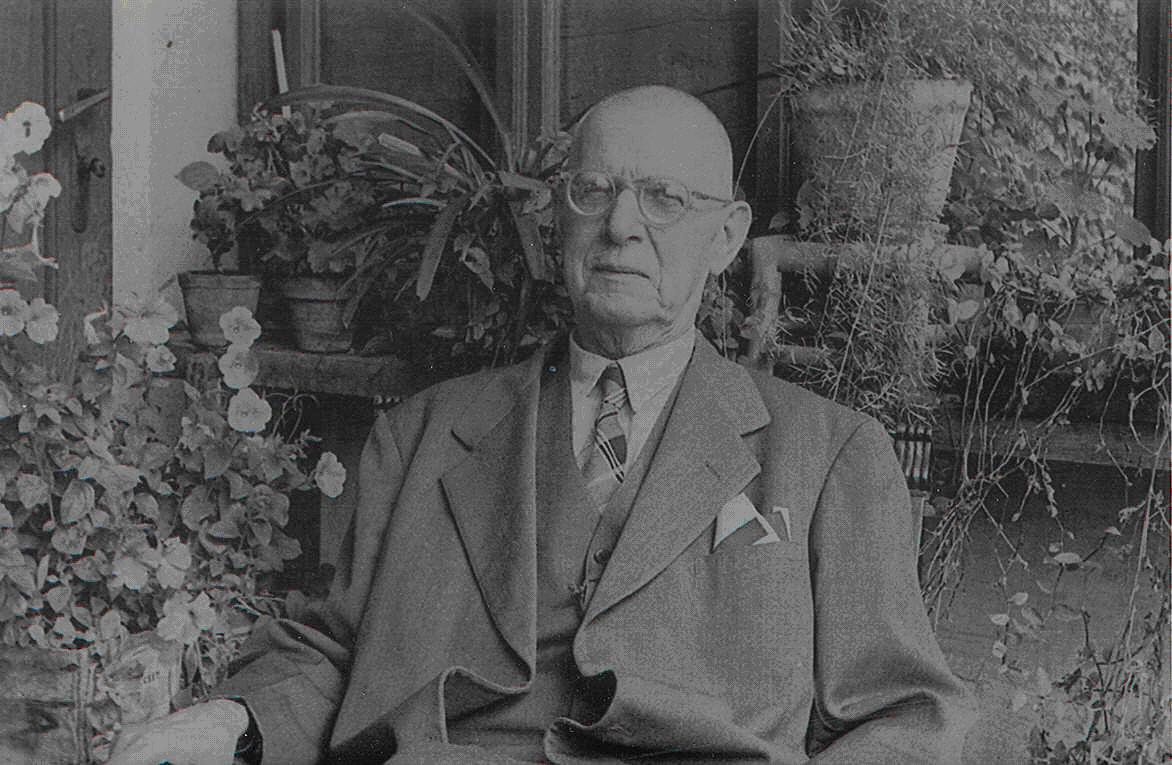
György Málnási Bartók (1882-1970) philosophe

On a enseigné la psychologie à l’université de Szeged dès le début mais les cours ont été assurés par des philosophes et des professeurs de pédagogie. L’institutionnalisation de l’enseignement de la psychologie comme discipline indépendante est due au professeur szegedien Sándor Imre. Il était persuadé que l’enseignement de la psychologie est aussi important que celui de la pédagogie. Il a donc présenté son projet le 20 octobre 1926 à la direction de l’université afin de mettre en place un institut nouveau et dans sa conception et dans son orientation. L’idée de la mise en place d’un institut de pédagogie-psychologie a été soutenue par György Málnási Bartók professeur de l’Institut de Philosophie aussi pour séparer l’enseignement  de ces deux disciplines. Dans son projet, Imre Sándor énumère les sous-disciplines à enseigner: psychologie générale, psychologie de l’enfant et de l’adolescent, (la jeunesse), la psychologie de différences, médico-pédagogie et psychotechnique, somatologie pédagogique.

## Enseignement de la psychologie1929-1940

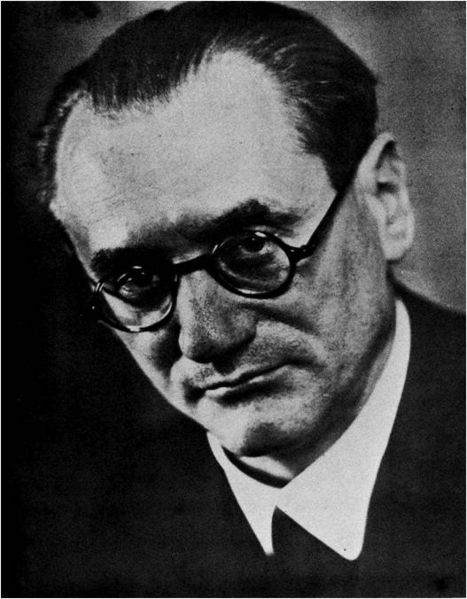
Dezső Hildebrand Várkonyi
(1888-1971)

La demande présenté par Sándor Imre et György Málnási Bartók n’aurait pas suffi. La mise en place en 1929 de l’Institut de pédagogie et de psychologie No 2 (pour le distinguer de l’Institut de pédagogie existant) était le résultat des circonstances favorables. Le nombre d'étudiants de la Faculté des Lettres transférée de Kolozsvár (Cluj) était très faible, elle était donc menacée de disparaître. C’est le ministre de l’éducation et de la culture  Kunot Klebelsberg qui l’a aidée à sortir de l’impasse. Il a uni deux écoles supérieures de pédagogie de Budapest qui formaient des professeurs pour les élèves des écoles primaires supérieures (le Paedagogum et l’École Élisabeth pour les femmes) et a transféré cette nouvelle institution à Szeged en 1928. C’était une école supérieure de pédagogie, mais ses élèves devaient faire l’une de leurs spécialisation à l’université.,
Kunót Klebelsberg n’avait pas de préjugés religieux, mais, puisque les professeurs  venus de Kolozsvár (Cluj) étaient protestants et les évêques catholiques, il a consenti à nommer le professeur catholique János Mester (1879-1954) pour diriger l’Institut II de Philosophie, alors que l’Institut de Philosophie était dirigé par Bartók Béla Málnási professeur appartenant à l’Église réformée et le professeur catholique Sándor Sík fut nommé à la direction du Département d’Histoire de la Littérature No II tandis que le Département d’Histoire de la Littérature No I était dirigé par le professeur Lajos Dézsi de religion réformée. La concurrence a été bénéfique. Dezső Várkonyi-Hildenbrand aussi bien que Sándor Sík ont été des professeurs de très grande valeur de l’université de Szeged. Le professeur János Mester, philosophe, s’est occupé sérieusement aussi bien de la psychologie que de la pédagogie.
Avec la nomination de Dezső Hildebrand Várkonyi, bénédictin, à la direction de l’Institut de pédagogie et de psychologie indépendant le 18 décembre 1929, l’enseignement de la psychologie pouvait se renouveler aussi bien dans son esprit que dans ses méthodes.  La création de cette institution est la première en Hongrie. À Budapest, la mise en place d’un enseignement de psychologie n’a été réalisée qu’en 1936 par Pál Harkai Schiller sous le nom d'Institut de psychologie.
Après la nomination du professeur Várkonyi les études de psychologie ont reçu une orientation durable avec le droit d’attribuer le titre de docteur en psychologie. Conformément aux principaux courants de la pédagogie et de la psychologie de l’époque, ils s’intéressaient principalement à la psychologie de l’enfant, à la psychologie du développement et aux problèmes de la psychopédagogie.
Ses cours  ont élargi l’horizon spirituel de l’université : il a fait connaître les courants modernes de la psychologie et leurs représentants comme Sigmund Freud, Alfred Adler, Carl Gustav Jung, Jean Piaget. Dans les souvenirs de ses élèves il apparaît comme une personnalité toujours disponible et qui a souvent abandonné le style et la manière rigides de ses collègues.
Dans les années 1930 István Boda, en qualité de "privatdocent" de l’université, a donné des cours sur Les Problèmes psychologiques concrets des recherches concernant l’intelligence et le développement de la personnalité.
En 1940, nouveau tournant dans la vie de l’université de Szeged : après la reprise du Nord de la Transylvanie, l’université François-Joseph a été retransférée à Kolozsvár (Cluj), ce qui a entrainé le déménagement de la majeure partie des professeurs, dont Hildebrand Dezső Várkonyi.

## Études psychologiques à l’université Miklós Horthy

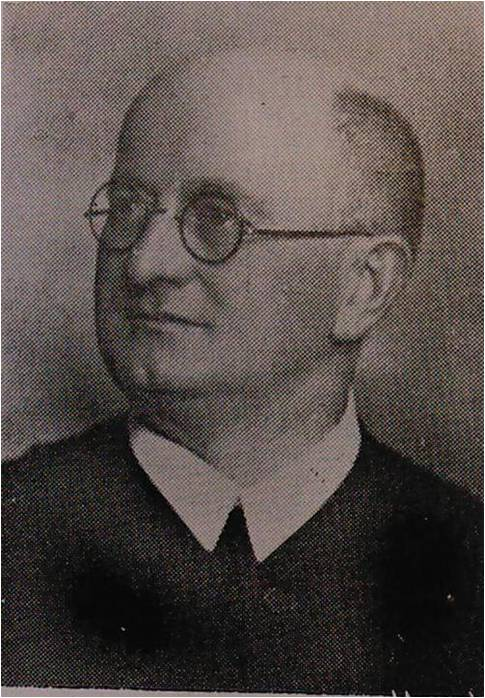
Cecil Pál Bognár (1883-1967)

La même année une nouvelle université a été créée à Szeged. Elle a reçu le nom de Horthy Miklós Tudományegyetem (université Nicolas Horthy) du nom de Nicolas Horthy, dirigeant du pays. Pour la direction de l’Institut de psychologie fraîchement créé en 1941, on a invité Cecil Pál Bognár professeur bénédictin généralement connu et reconnu dans la vie scientifique du pays. Son enseignement et ses études psychologiques ont été réalisés en fonction des objectifs pédagogiques. Il a concentré ses recherches sur les particularités des enfants et les problèmes de types de personnalité.
Cecil Pál Bognár s’intéressait passionnément à la pratique pédagogique envisagée d’une manière très large. En dehors de ses cours à l’université et ses recherches, il a tenu énormément de conférences dites vulgarisatrices. Il a saisi toute occasion et tous les médias (conférences à l’université libre, radio, journaux) pour mettre à la disposition d’un public de plus en plus important ses connaissances psychologiques.

## Les décennies après laSeconde Guerre mondiale

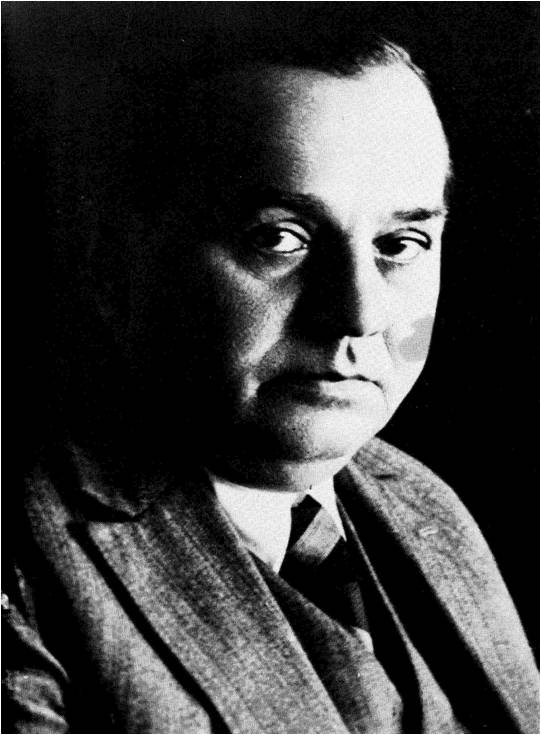
Béla Tettamonti (1884-1959)

Après la mise à la retraite de Cecil Pál Bognár, au cours de l’année académique 1950/1951, l’Institut de psychologie a dû fusionner avec l’Institut de pédagogie et de psychologie dirigé par l’ancien "privatdocens" de l’université dirigé par Béla Tettamanti (1884-1959). C'était un savant de grande culture et, malgré les contraintes qu'il subissait, il a pu montrer la force de son intellect pendant ses cours à l’université. Au début des années 1960 les étudiants parlaient encore d’un professeur extraordinaire des départements de pédagogie et de psychologie qui s’appelait Béla Tettamanti. À l’aide des cours sur l’histoire de la pédagogie il était toujours possible de transmettre ses idées.
Il est à noter que parallèlement à cette réorganisation, l’enseignement de la psychologie a reculé pendant les années 1950, essentiellement pour des raisons politiques. Sur dix semestres d’études les étudiants n’ont reçu des cours de psychologie que pendant trois semestres. L’élite politique du pays, ayant la prétention d’intervenir dans le domaine des activités scientifiques, était aussi fondamentalement hostile à la psychologie.
La psychologie moderne, comme la sociologie, étaient considérées comme véhicules de l’idéologie bourgeoise, inconciliables avec l’idéologie du régime. Sous la direction de  Béla Tettamonti, la tâche principale de l’Institut était d’instaurer le modèle pédagogique soviétique : l’éducation devait être basée sur les pensées de Marx, Engels, Lénine et surtout Staline.
C’est le professeur György Ágoston qui a succédé à Béla Tettamonti à la direction de l’Institut de pédagogie et de psychologie en 1959, devenu Département de Pédagogie et de Psychologie, il l'a dirigée jusqu’en 1970. Il était partisan de la pédagogie dite marxiste, il a repoussé la psychologie à l’arrière-plan. En 1970, le Département de Pédagogie et de Psychologie s’est scindé en deux : le Département de Pédagogie que György Ágoston a continué à diriger, avec des interruptions, jusqu’au 1er janvier 1990, et le Département de Psychologie sous la direction de Lajos Duró.
L’émancipation de l’enseignement de la psychologie, bien que plutôt relative car contrôlé par le Département de Pédagogie jusqu’en 1986, a rendu possible un certain renouvellement. L’enseignement et les recherches dans le cadre du nouveau Département de Psychologie, dirigé jusqu’en 1990 par Lajos Dúró, se sont concentrés sur la psychotechnique pédagogique et la psychologie du développement.

## La renaissance des études psychologiques

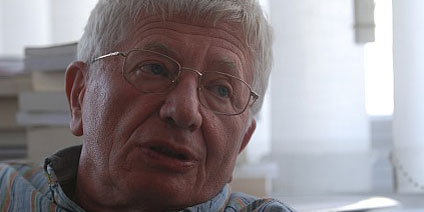
Ferenc Erős directrice de 1992 à 1994

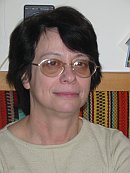
Zsuzsanna Vajda directrice de 1994 à 2005

Au début des années 1990 on a réorganisé la structure de la Faculté des Lettres de l’Université Attila József. Les départements ont été, de nouveau, regroupés en Instituts. Le Département de Pédagogie et le Département de Psychologie devaient constituer un Institut de Pédagogie et de Psychologie tout en gardant leur autonomie.
La spécialisation en sciences psychologiques a été introduite au Département de Psychologie en 1996/1997 sous la direction de Zsuzsanna Vajda directrice de 1994 à 2004 au début comme section filiale de l’Institut de psychologie (directeur à l’époque: Zoltán Kovács) de l’université Lajos Kossuth (aujourd’hui : université de Debrecen) 

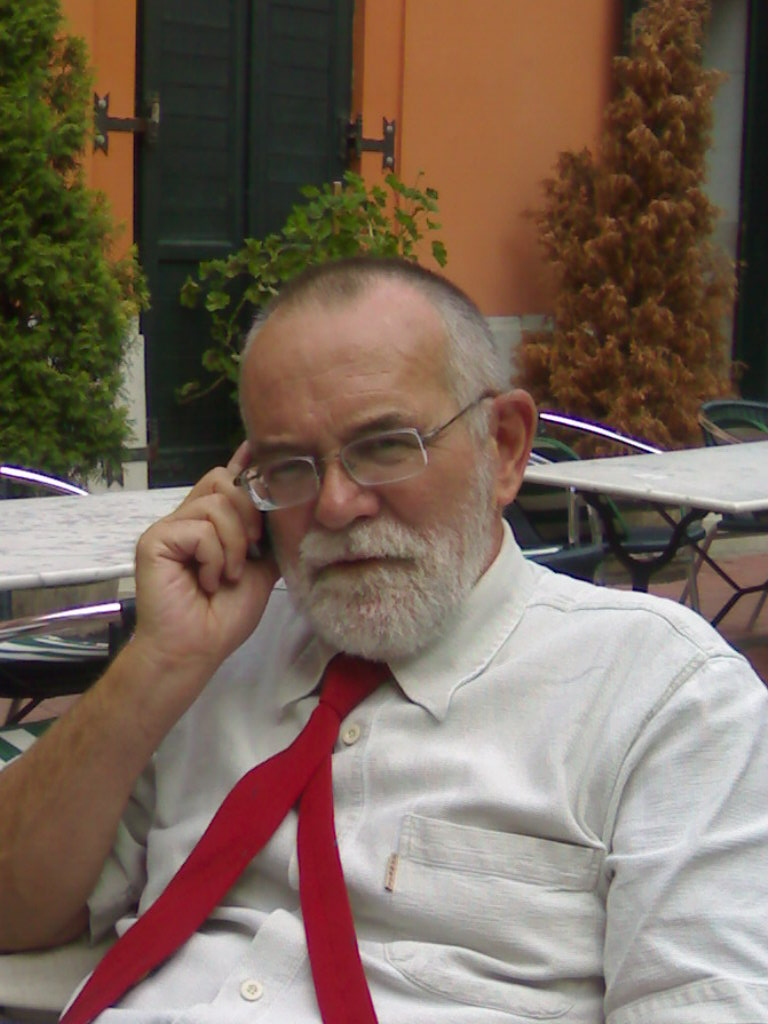
Csaba Pléh

Le responsable de la spécialisation mise en route juste avant le tournant du millénaire a été Csaba Pléh professeur universitaire, membre de l’Académie de Hongrie. C’est lui qui a organisé le Groupe des Sciences cognitives  au Département de Psychologie, puis, en il a mis en place, en 1999, le Programme cognitif et neuropsychologique de Szeged (plus brièvement : Programme cognitif de Szeged). Il a assuré les bases professionnelles de la formation des psychologues à Szeged.
Un an après, (4-6 février 2000), le Groupe des Sciences cognitives, sous la direction de la Faculté de Médecine de l’université de Szeged et de Csaba Pléh a déjà été en mesure d'organiser la VIIIe conférence de la Société hongroise des Sciences cognitives (MAKOG) à Szeged avec ce titre : Le Développement et les troubles des fonctions cognitives.
Les connaissances vastes, approfondies et la pratique pédagogique de haute qualité des enseignants assurent la bonne formation des étudiants à la fin de ses études. La forte activité scientifique au niveau des professeurs et des étudiants aidés et dirigés par leurs enseignants est un trait caractéristique de cet établissement. Les succès à l’occasion des Concours nationaux des Jeunes chercheurs les publications et le succès des conférences des enseignants démontrent la vivacité et la valeur de cette institution.
Vu les résultats des étudiants en psychologie de Szeged aux Concours nationaux des Jeunes chercheurs, il faut remarquer que, dans le cadre de la Sous-section de Psychologie, les étudiants de Szeged ont remporté  dans les domaines de la psychologie générale (I et II), de la psychologie clinique et de la personnalité, de la psychique sociale, et de la psychique appliqué  des prix très honorables : premier prix, prix extraordinaire, deuxièmes, troisième, etc., ce qui assure  à Szeged une place privilégiée parmi les établissements d’enseignement de la psychologie.
Détachée de l’université de Debrecen, la formation des psychologues est devenue indépendante le 1er septembre 1999 à l’université Attila Joseph (université de Szeged depuis le 1er janvier 2000).

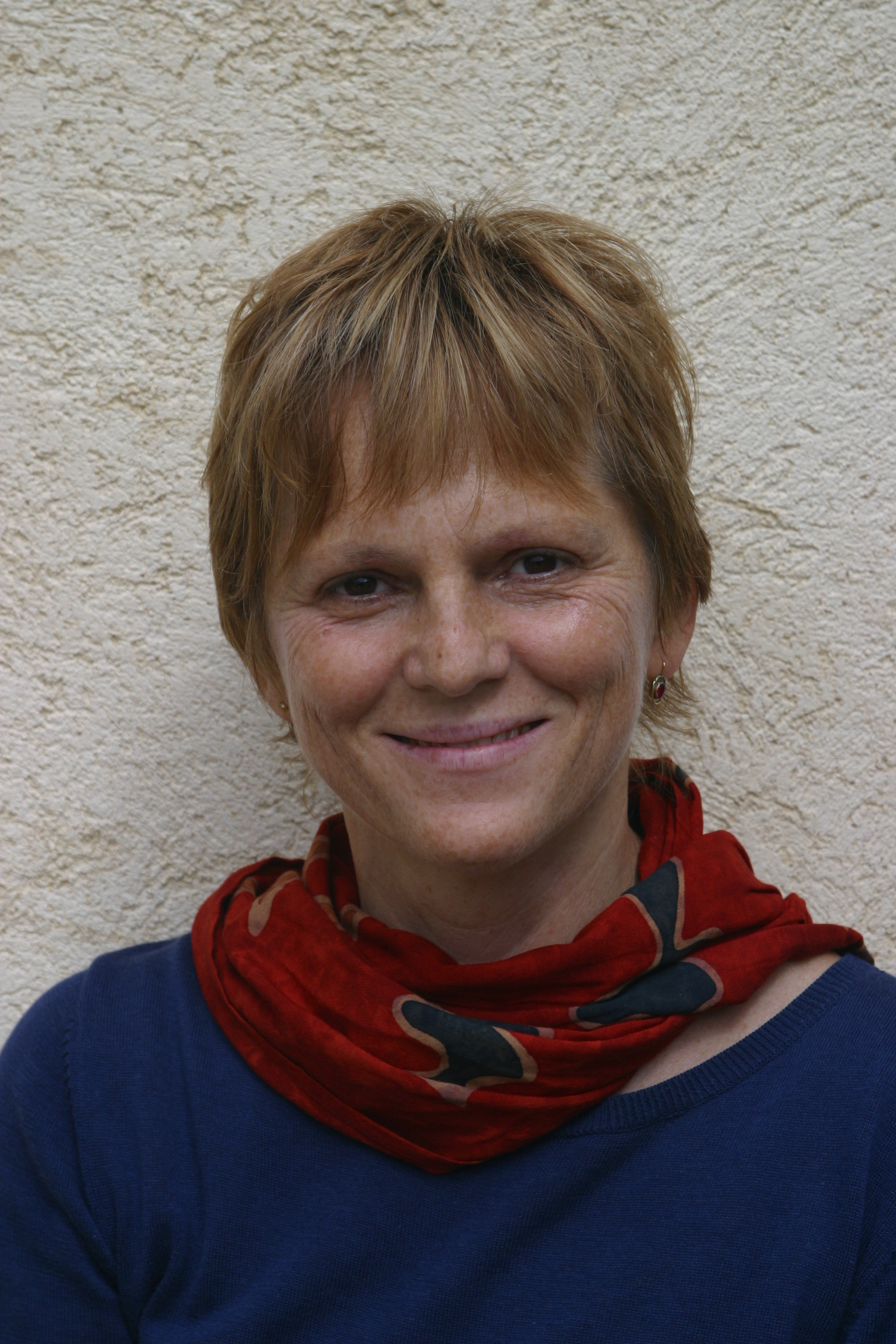
Ágnes Szokolszky
Directrice de l'Institut de Psychologie

## L’Institut de psychologie aujourd’hui

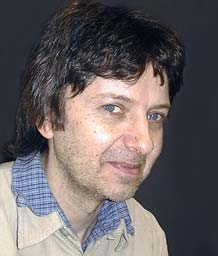
István Winkler

Après les vicissitudes de longues décennies de l’enseignement et des recherches psychologiques à Szeged cette discipline peut se développer dans le cadre d’un Institut de psychologie depuis le mois de juillet 2007 dirigé par Ágnes Szokolszky Dr professeur chargé de cours.
L’été 2008 l’Institut de psychologie a reçu de nouveaux locaux aménagés en fonction des besoins de la discipline dans le bâtiment central de la Facultés des Lettres (Szeged, 2 rue de l’Université).
L’Institut de psychologie est maintenant pourvu d’outils modernes de qualité: entre autres, de trois laboratoires :
- Le Laboratoire des sciences cognitives Lajos Kardos[12].
- Laboratoire EEG Endre Gastyán[13].
- Laboratoire de recherches de comportement Ferenc Mérei (laboratoire de référence de l’entreprise Noldus IT).

István Winkler docteur de l'Académie, directeur du Département des Recherches Psychologiques de l'Académie hongroise des Sciences est professeur d'université a l'Institut de Psychologie de l'Université de Szeged depuis 2008.
La performance des étudiants jeunes chercheurs mentionnée plus haut, la reconnaissance des activités scientifiques des enseignants par l’Académie de Hongrie et par le président de la République (Ordre de la République, prix pro Scientia) les relations intensives avec des universités du monde entier des enseignants, l’acquisition de nouveaux laboratoires, la présence intermittente ou durable des professeurs d’autres universités hongroises et étrangères sont les garants de la poursuite d’un enseignement et des recherches fructueux.
L’histoire des études et des recherches psychologiques à Szeged est pleine de tournants positifs et négatifs. Il a fallu vaincre beaucoup d’obstacles pour arriver à l’état actuel. Les enseignants qui constituent le personnel de l’Institut de psychologie souhaitent sauver la mémoire du passé, respecter les acquis de leurs prédécesseurs et être dignes de leurs efforts.

## Notes et références

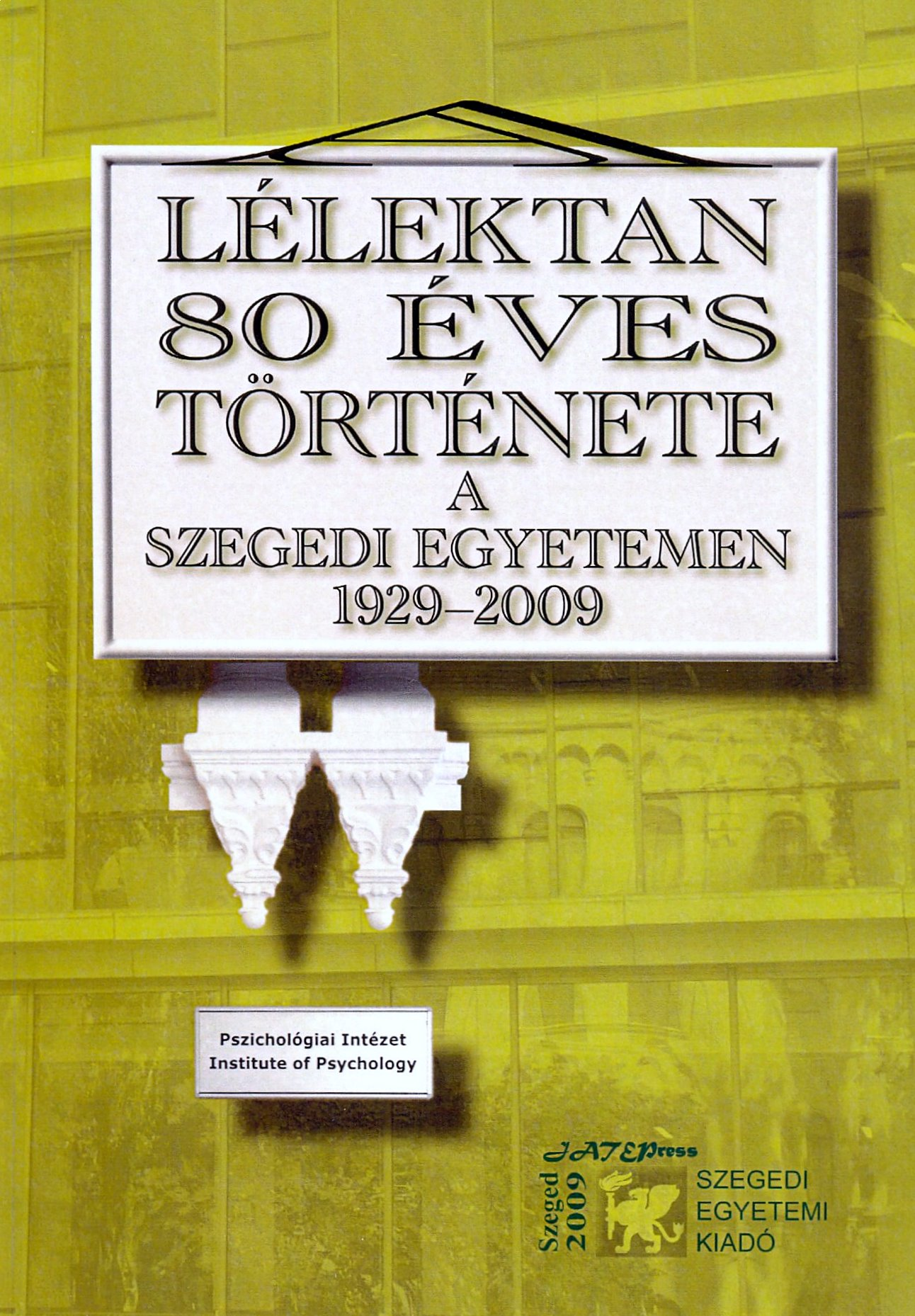
80 ans d'histoire des études psychologiques à l'Université de Szeged (1929-2009)/ réd. Ágnes Szokolszky

## Relations internationales
|  |  |  |  | - Alan Baddeley (Bristol) : Mémoire humaine - Gergely Csibra (Londres) : Étude de l’enfant à la namelle - Vilmos Csányi (ELTE): Étologie humaine - Gyula Kovács : Les bases neurobiologiques et de computations - Ilona Kovács, Zsuzsanna Káldy (New Jersey) : L’évolution de la perception - Gergely Csibra : Envisager l’action de compter du point de vue cognitive - Csaba Pléh : L’évolution de la cognition - Anikó Kónya : Le Récit et la mémoire autobiographique - Bea Ehmann : Psychologie de la narration - Valéria Csépe : L’emploi de la langue, troubles linguistique et le réseau du cerveau - Zoltán Bánréti (Institut Linguistique de l’Académie des Sciences de Hongrie : La détérioration / lésion des principes de base de la grammaire dans l’aphasie agrammaticale - István Winkler (Institut de psychologie de l’Académie des Sciences de Hongrie): Les processus de base intelligents de la perception auditive(semestre de printemps 2005) - József Fiser (Dept. of Brain and Cognitive Sciences, University of Rochester): Les bases de computation des sciences neurologiques - László Mérő : Psychologie économique - Université de Georgetown (Washington, D.C.) - Université du Connecticut - Université Harvard, université de Médecine (Boston) - Université de Reims Champagne-Ardenne Laboratoire de Psychologie Appliquée - Université de technologies et de gestion de Budapest, Département des sciences cognitives - Université de Pécs, Le groupe de Psychologie évolutive, (Pécs) - Institut des Recherches Psychologiques de l’Académie des Sciences de Hongrie, Budapest | - Université de Salamanque, (Espagne) - Université de Klagenfurt, (Autriche) - Université de Bielefeld, (Allemagne) - Université Martin-Luther de Halle-Wittenberg, Institut de Psychologie (Allemagne) - Katholieke Universiteit Leuven, Faculté de Psychologie et de Pédagogie (Belgique) - University of Portsmouth, Département de Psychologie (Grande-Bretagne) - Université d'Aalborg, Département de Communication-Psychologie (Danemark) - Université d'Helsinki, (Finlande) - Université de technologie de Luleå, (Suède) |

## Galerie

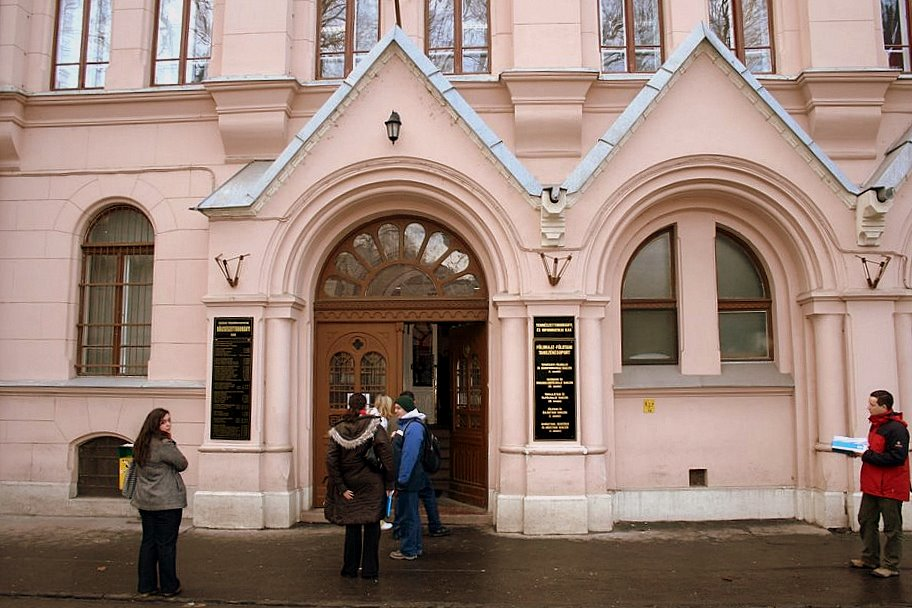
La porte d’entrée de la Faculté des Lettres
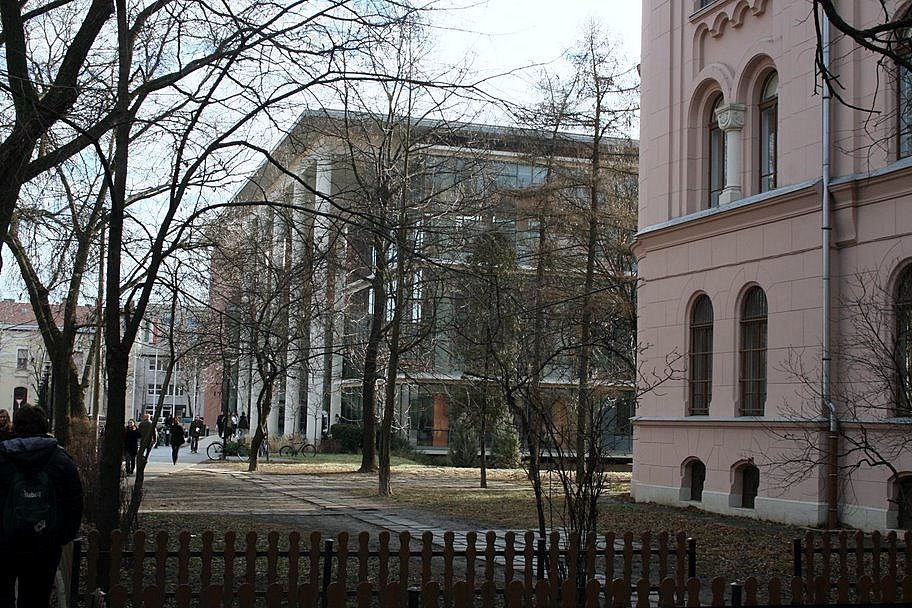
La Facultés des Lettres de l’université de Szeged et le Centre informatique Attila Joseph
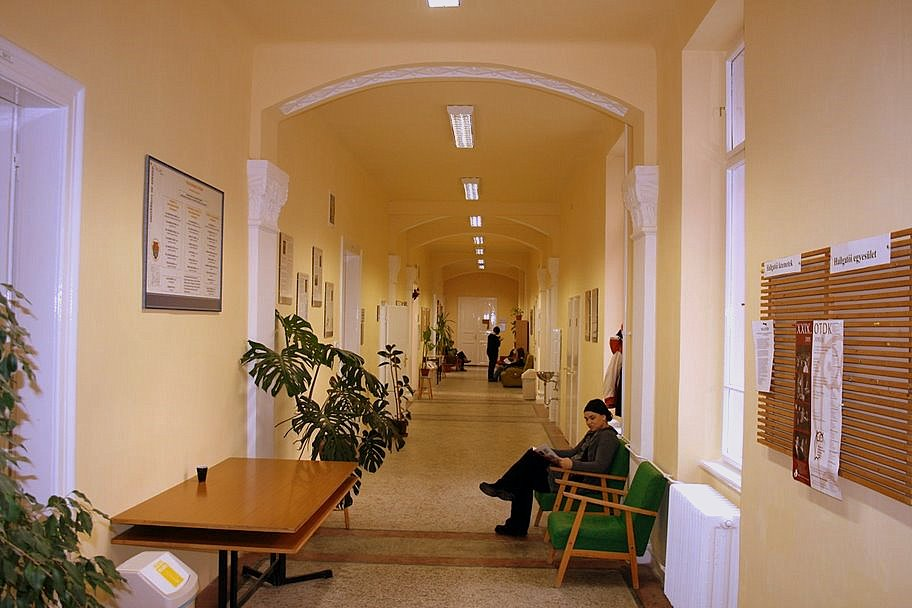
Institut de psychologie de l’université de Szeged
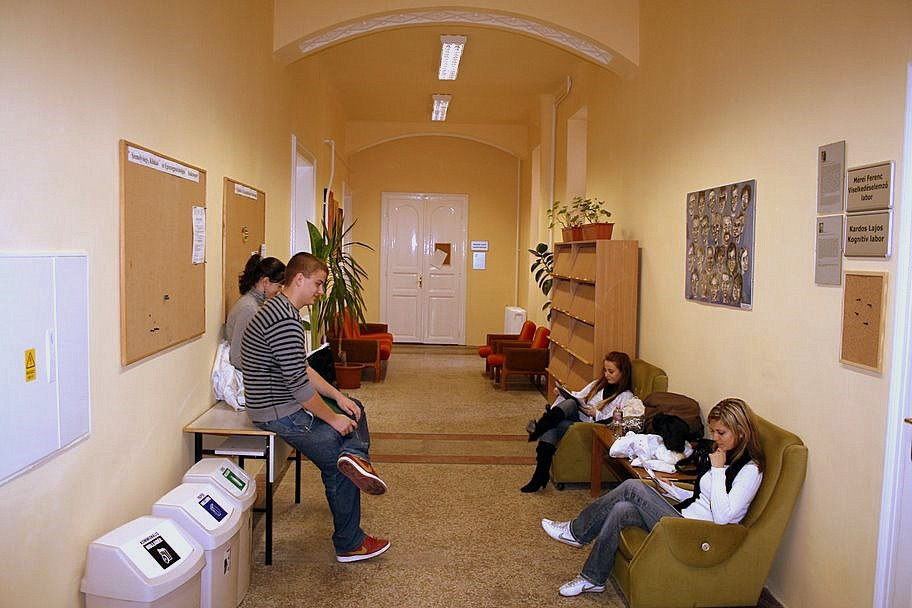
Institut de psychologie de l’université de Szeged
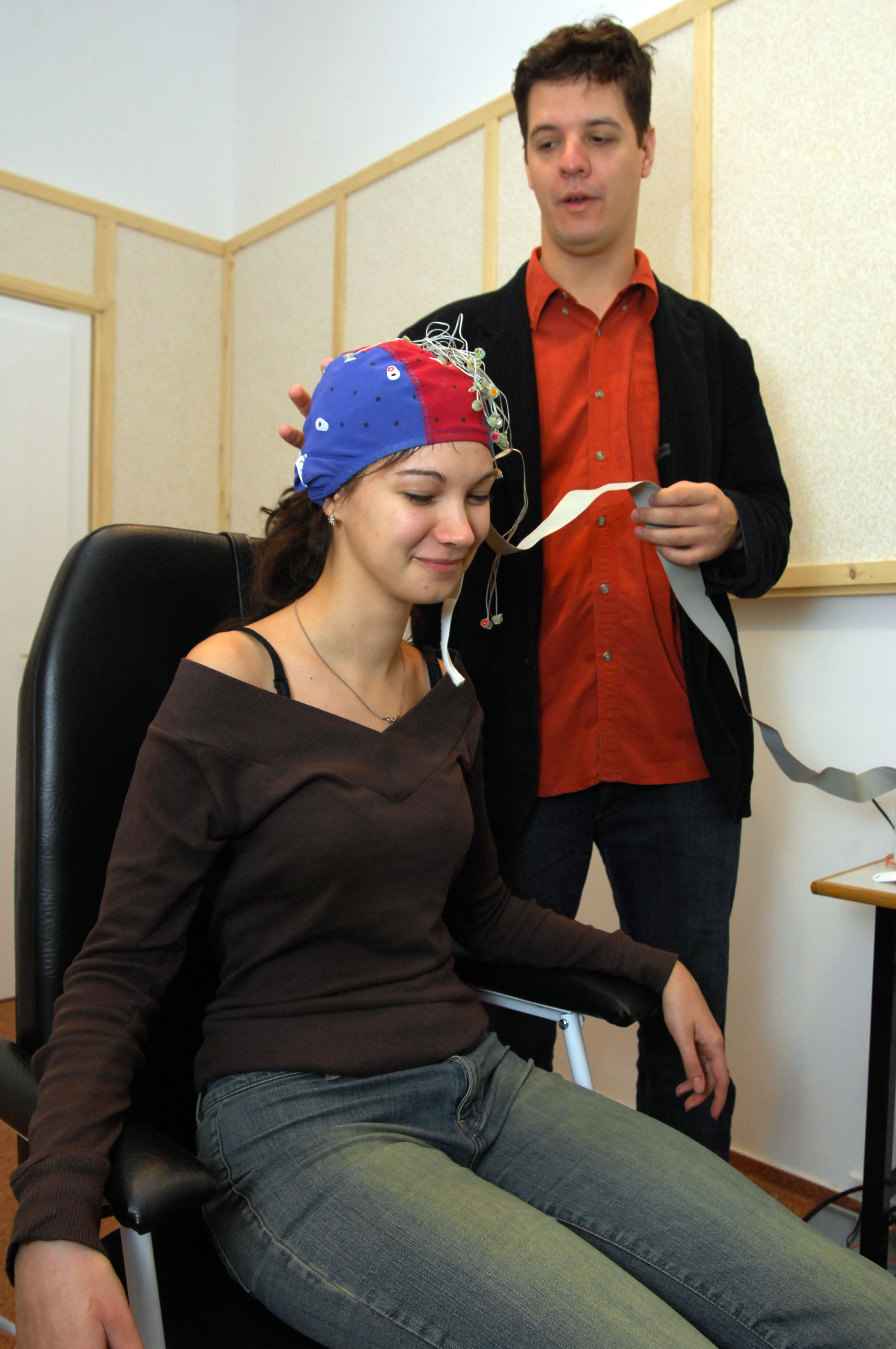
Laboratoire EEG Endre Gastyán
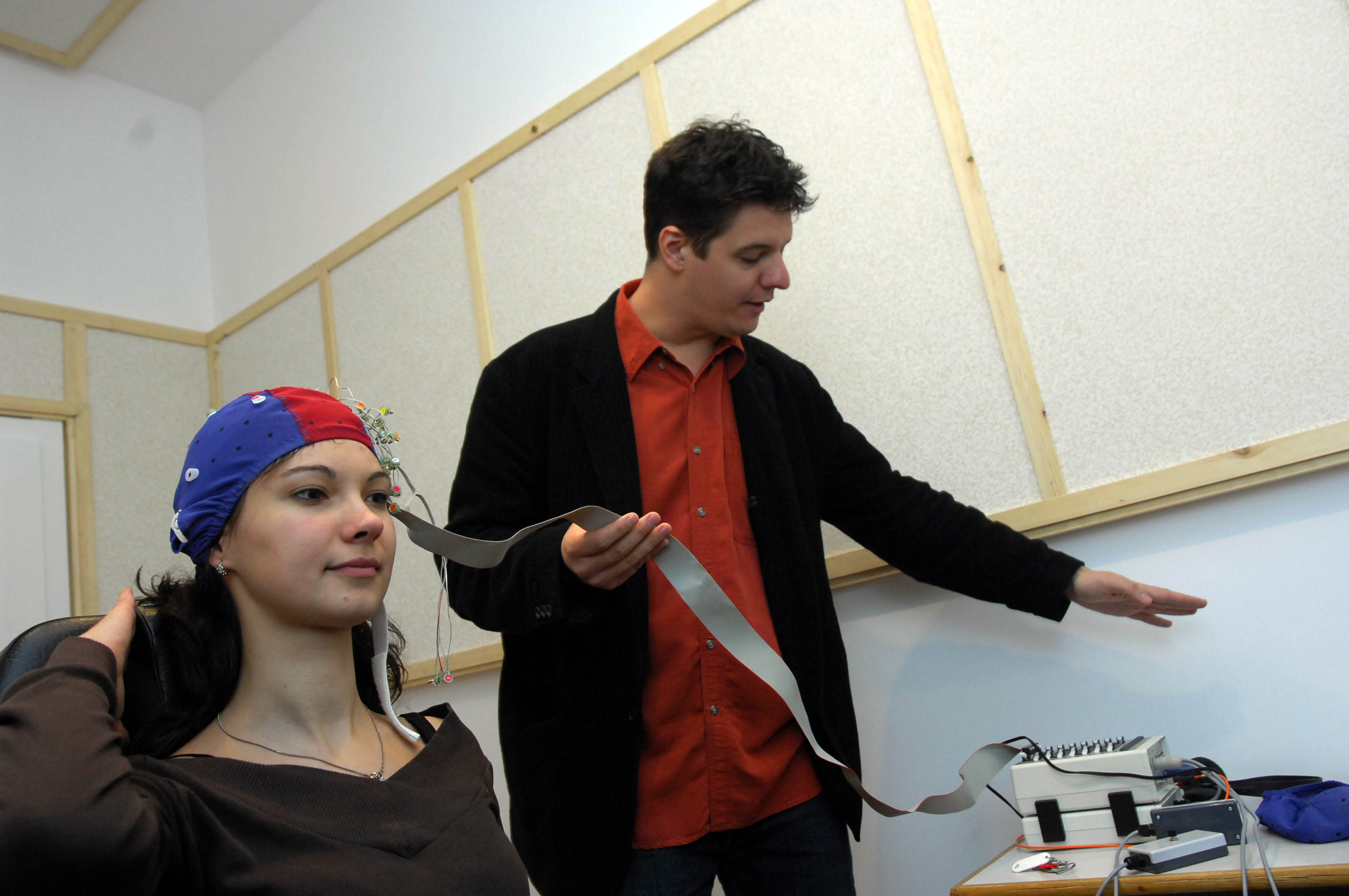
Laboratoire EEG Endre Gastyán
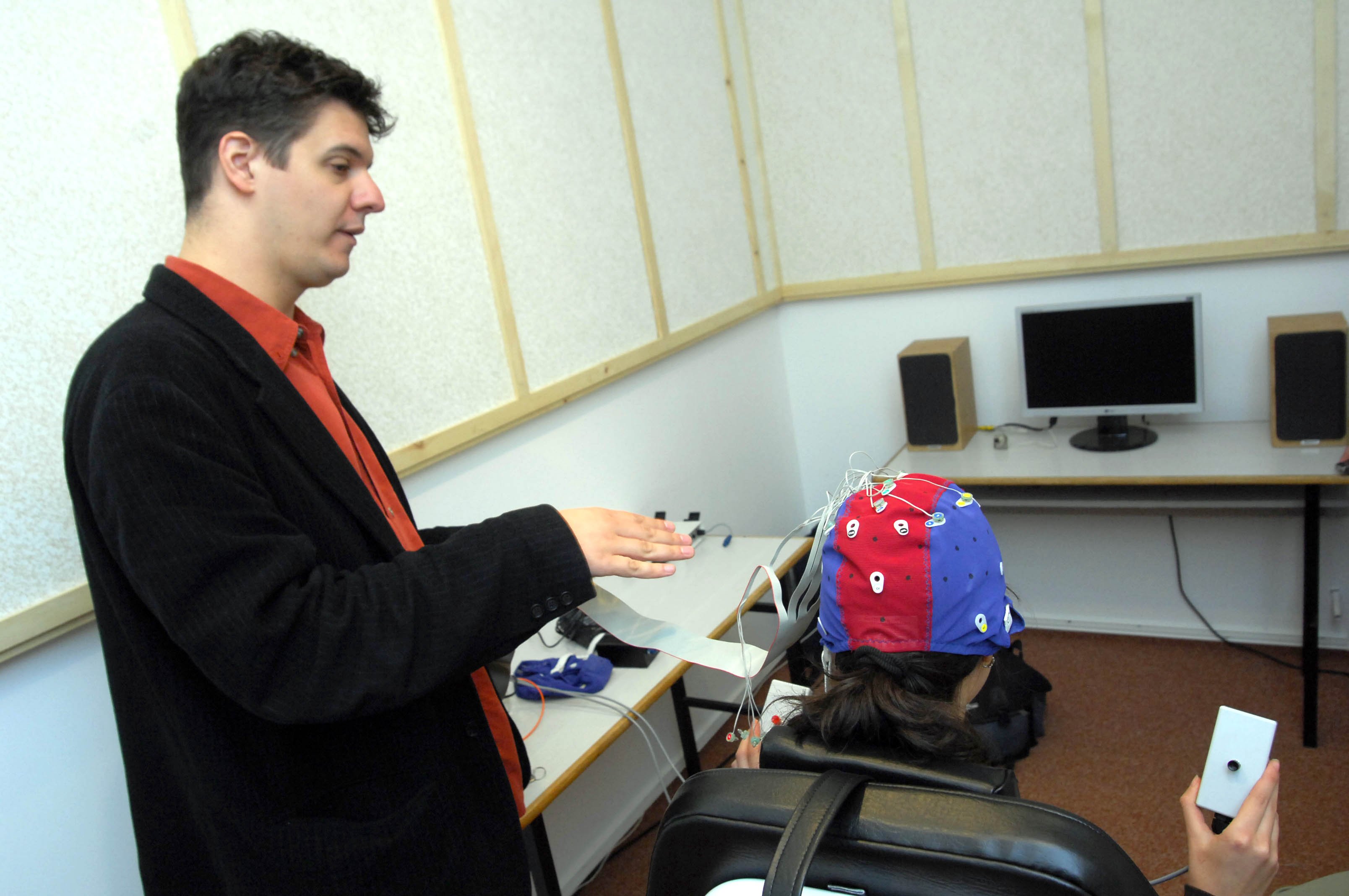
Laboratoire EEG Endre Gastyán
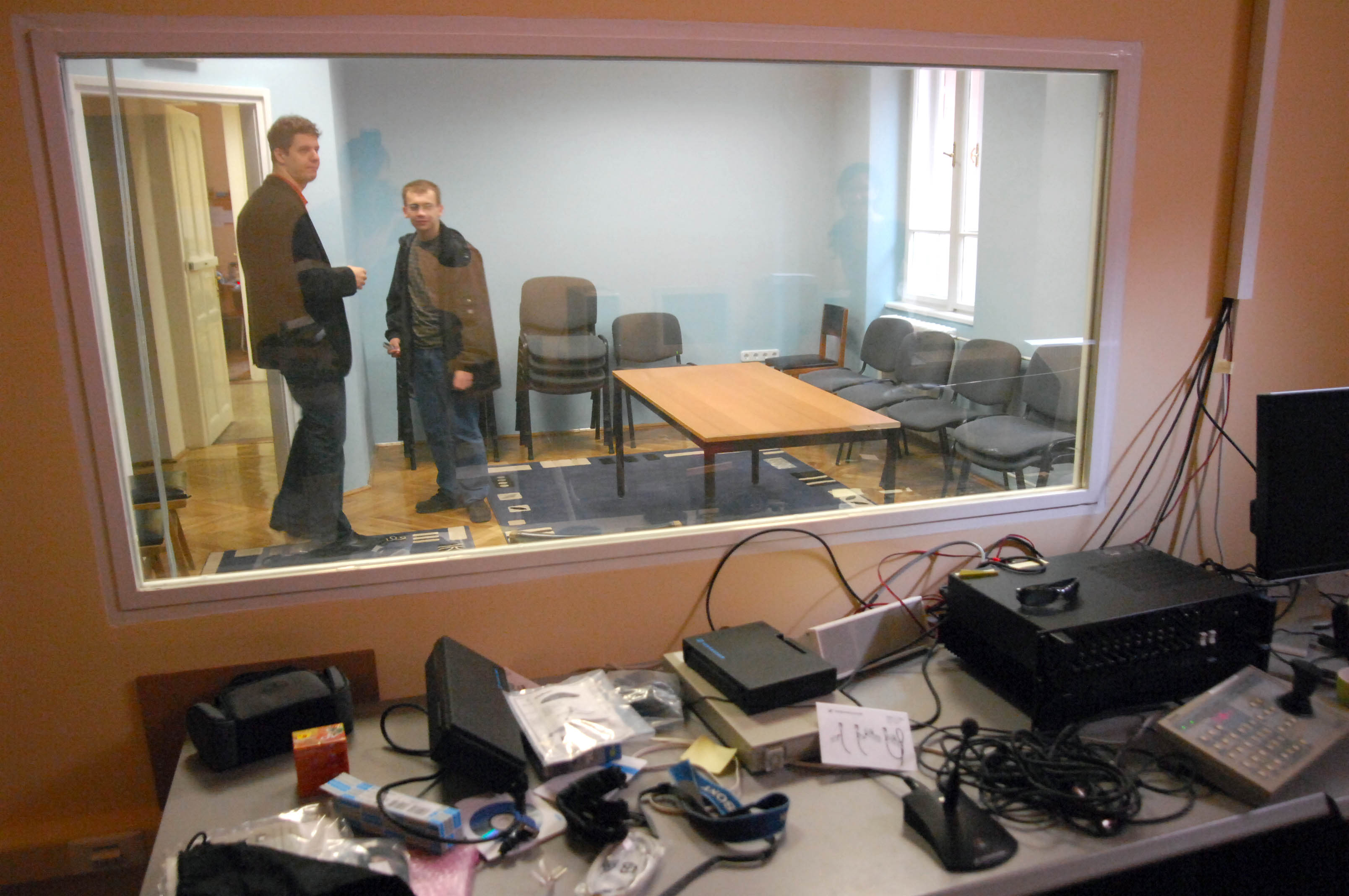
Laboratoire de recherches de comportement Ferenc Mérei (laboratoire de référence de l’entreprise Noldus IT)

## Sources
- Pataki M., Polyák K., Németh D., Szokolszky Á. : A lélektan történetének 80 éve a szegedi egyetemen (1929-2009)(=80 ans d’histoire des études psychologiques à Szeged : 1929-2009) Magyar Pszichológiai Szemle, 64. köt. 4. sz. 2009 december. 671-676. p.
- A lélektan 80 éves története a szegedi egyetemen. = 80 ans d'histoire des études psychologiques à l'Université de Szeged (1929-2009)/ réd. Ágnes Szokolszky; auteurs Ágnes Szokolszky, Márta Pataki, Kamilla Polyák et al. Szeged, JATEPress, 2009. 302 p.  (ISBN 978-963-482-959-1)
- Béla Pukánszky: Pedagógia és Pszichológia. = Educational Science and Psychology. l. A Szegedi Tudományegyetem múltja és jelene : 1921-1998 = Past and present of Szeged University. /JATE. Szeged : Officina Ny., 1999. pp. 215–227.
- Szegedi egyetemi almanach : 1921-1995. Szerk. Szentirmai László, Iványi Szabó Éva, Ráczné Mojzes Katalin. Szeged, 1996.  (ISBN 963 482037 9)